# Длиннохвостая десмодема
Длиннохвостая десмодема (лат. Desmodema lorum) — вид лучепёрых рыб из семейства вогмеровых. Представители вида распространены в субтропических и умеренных водах Тихого океана. Максимальная длина тела 114 см. Морские пелагические рыбы.

## Описание
Тело длинное, сжато с боков, лентообразное. У молоди и неполовозрелых особей тело покрыто чешуёй, у взрослых особей чешуи нет. Верхний профиль тела резко поднимается от верхушки рыла до начала основания спинного плавника, затем ещё немного поднимается и постепенно снижается до уровня анального отверстия и переходит в очень тонкий длинный хвост. Относительная длина хвоста возрастает по мере роста рыб. У мелких неполовозрелых особей длина хвоста составляет ½ стандартной длины тела, у взрослых особей возрастает до ¾ длины тела. Длина головы укладывается 3,2—3,8 раза в длину тела от кончика рыла до анального отверстия. Диаметр глаза меньше длины рыла. Нижний профиль тела почти прямой. На вентральной стороне хвостовой части тела нет заострённых бугорков. Спинной плавник начинается на уровне края предкрышки и тянется до хвостового стебля, в нём 197 мягких лучей. Первые лучи самые короткие, затем длина лучей постепенно возрастает до максимальной на уровне анального отверстия. Короткие грудные плавники с 23—26 мягкими лучами, расположены низко на теле, основание ориентировано горизонтально. Лучи брюшных плавников у молоди сильно удлинённые, у взрослых особей редуцируются. Хвостовой плавник маленький, направление лучей совпадает с направлением оси хвостового стебля. В верхней лопасти хвостового плавника 4—7 лучей; нижняя лопасть отсутствует. В боковой линии около 160 костных пластинок, каждая из которых с одной колючкой. Позвонков 106—111, из них 21—25 предорсальных и 46—50 преанальных.
Неполовозрелые особи серебристого цвета с многочисленными крупными тёмными пятнами по бокам тела. У взрослых особей пятна исчезают.
Максимальная длина тела 114 см.

## Биология
Морские эпи- и мезопелагические рыбы, обитают на глубине от 0 до 1000 м. Питаются мелкими пелагическими рыбами, ракообразными, кальмарами и осьминогами. Икра сферической формы диаметром 2,4—2,5 мм. Оболочка с небольшими ямками и неровностями, янтарно-розового цвета. При вылуплении длина личинок менее 6 мм. Икра и личинки пелагические. Молодь обитает в верхних слоях воды.

## Ареал
Распространены в северной части Тихого океана от севера Японии до Гавайских островов и от Орегона до юга Нижней Калифорнии.